# 아인선현
아인선현(베트남어: Huyện Anh Sơn / 縣英山)은 베트남 북중부 지방 응에안성의 현이다.

## 행정 구역
아인선현은 1시진, 20사를 관할하고 있다.

### 시진
- 아인선 시진 (Thị trấn Anh Sơn, 英山市鎭)

### 사
- 빈선사 (Xã Bình Sơn, 平山社)
- 껌선사 (Xã Cẩm Sơn, 錦山社)
- 까오선사 (Xã Cao Sơn, 高山社)
- 딘선사 (Xã Đỉnh Sơn, 鼎山社)
- 득선사 (Xã Đức Sơn, 德山社)
- 호아선사 (Xã Hoa Sơn, 花山社)
- 호이선사 (Xã Hội Sơn, 會山社)
- 훙선사 (Xã Hùng Sơn, 雄山社)
- 카이선사 (Xã Khai Sơn, 開山社)
- 랑선사 (Xã Lạng Sơn, 兩山社)
- 린선사 (Xã Lĩnh Sơn, 嶺山社)
- 롱선사 (Xã Long Sơn, 隆山社)
- 푹선사 (Xã Phúc Sơn, 福山社)
- 땀선사 (Xã Tam Sơn, 三山社)
- 따오선사 (Xã Tào Sơn, 曹山社)
- 탁선사 (Xã Thạch Sơn, 石山社)
- 타인선사 (Xã Thành Sơn, 成山社)
- 토선사 (Xã Thọ Sơn, 壽山社)
- 뜨엉선사 (Xã Tường Sơn, 祥山社)
- 빈선사 (Xã Vĩnh Sơn, 永山社)

## 볼거리
- 동쭈엉 동굴

동쭈엉 동굴(Hang Đồng Trương)은 문화관광부가 인정하는 문화 역사적 기념물로 아인선현에서 약 4km 떨어진 호이선사 10번 마을 7번 국도를 근처에 위치해 있다. 동굴은 중요한 고고학 유적지이지만, 제대로 연구가 이뤄지지 못했고, 보존되지도 못했다.
- 베트남-라오스 우정의 묘지

라오스 전장에서 희생된 베트남 군인, 전문가 및 자원 봉사자들을 매장하기위한 묘지이다.